# Serina peptidasa HtrA 2
La serina peptidasa HtrA2 mitocondrial, también conocida como Omi, es una enzima codificada en humanos por el gen htra2.
Esta enzima es una serina proteasa localizada en la mitocondria. HtrA2 puede ser liberada desde la mitocondria durante el proceso de apoptosis y utiliza sus cuatro aminoácidos del extremo N-terminal para mimetizar a una caspasa y así ser reclutada por los inhibidores de caspasas IAP tales como XIAP y CIAP1/2. Una vez unido, la serina proteasa escinde el IAP, reduciendo la inhibición celular a la activación de las caspasas. Además, HtrA2 tiene un dominio PDZ, el cual, aunque pequeño, se conoce su capacidad para unir péptidos con motivos de unión a PDZ. HtrA2 ha sido recientemente identificado como un gen relacionado con la enfermedad de Parkinson, ya que se han encontrado mutaciones del gen htra2 en pacientes con esta enfermedad. Estudios llevados a cabo en ratones knockout que no llevan este gen presentan un fenotipo parkinsoniano. Esto sugiere que HtrA2 está asociado a la progresión de la enfermedad de Parkinson tanto en ratones como en humanos. Además, esta enzima muestra similitud con DegS, una proteasa bacteriana presente en el periplasma de las bacterias Gram negativas. Estructuralmente, HtrA2 es un trímero con el dominio proteasa en el centro y dominios PDZ en el C-terminal.

## Interacciones
La serina peptidasa HtrA 2 mitocondrial ha demostrado ser capaz de interaccionar con:
- MAPK14[1]
- XIAP[4][5]
- BIRC2[4][5]